# Днестровое
Днестровое (укр. Дністрове) — село в Мельнице-Подольской поселковой общине Чортковского района Тернопольской области Украины.
До 2020 года входило в Борщёвский район.
Код КОАТУУ — 6120882801. Население по переписи 2001 года составляло 757 человек.

## Географическое положение
Село Днестровое находится на левом берегу реки Днестр,
выше по течению на расстоянии в 5 км расположено село Ольховец,
ниже по течению на расстоянии в 1,5 км расположено село Дзвенигород,
на противоположном берегу — село Рашков.

## История
- Село известно с 1650 года як панство Волковце (pagus Wolkofce). Карта: «UKRAIae». Identifier 10151.036. Автор: Beauplan, Guillaume Le Vasseur, sieur de, approximately 1600- cartographer.

## Объекты социальной сферы
- Школа I—II ст.
- Детский сад.
- Дом культуры.